# Инвалидска пензија
Инвалидска пензија је једно од људских права у области социјалне заштите које осигураник може остварити ако претрпи потпуни губитак радне способности, односно када професионално војно лице доживи потпуни губитак способности за професионалну војну службу, услед промене здравственог стања проузрокованих професионалном болешћу, повредом на раду, повредом ван раду или болешћу која се не може отклонити лечењем или медицинском рехабилитацијом.

## Услови за стицање права
Да би одређено лице стекло право на инвалидску пензију истовремено морају бити испуњена два услов: постојања инвалидности и одређено трајање стажа осигурања.

### Постојања инвалидности
Чињеницу постојања инвалидности и њен узрок утврђују органи вештачења својим налазом, мишљењем и оценом у складу са Правилником Републичког фонда за пензијско и инвалидско осигурање.

#### Повредe на раду
Повредом на раду, на основу које се остварује право на инвалидност, сматра се:
- повреда коју осигураник претрпи на редовном путу од стана до места рада и обрнуто, као и на путу предузетом ради извршавања службених послова и на путу предузетом ради ступања на рад
- повреда осигураника проузрокована непосредним и краткотрајним механичким, физичким или хемијским дејством, наглим променама положаја тела или другим променама физиолошког стања организма, која се догодила у просторној, временској и узрочној вези са обављањем посла по основу кога је осигуран
- повреда коју осигураник претрпи у вези са коришћењем права на здравствену заштиту по основу повреде на раду и професионалне болести,
- повреда коју осигураник претрпи учествујући у акцијама спасавања или одбране од елементарне непогоде, у војној вежби, на радном кампу или такмичењу,
- обољење осигураника које је настало непосредно или као искључива последица неког несрећног случаја или више силе за време обављања посла по основу кога је осигураник осигуран.

#### Професионалне болести
Професионалне болести су болести настале у току осигурања, проузроковане дужим непосредним утицајем процеса и услова рада на радним местима, односно пословима које је осигураник обављао.

### Трајање стажа осигурања
Одређено трајанје стажа осигурања које у зависности од узрока настанка инвалидности, може бити:
- Без ограничења у односу на дужину стажа осигурања — ако је инвалидност проузрокована повредом на раду или професионалном болешћу.
- Са минимум навршених пет година стажа осигурања — ако је инвалидност проузрокована повредом ван рада или болешћу, под условом да је губитак радне способности настао пре навршења година живота прописаних за стицање права на старосну пензију и да оштечено лице има навршених пет година стажа

Повољности
Изузетно, осигураник код кога је инвалидност проузрокована болешћу или повредом ван рада настала до навршене 30. године живота, право на инвалидску пензију стиче под повољнијим условима у погледу стажа осигурања, и то:
- ако је инвалидност настала до навршене 20. године живота – потребно је годину дана стажа осигурања
- када је инвалидност настала до навршене 25. године живота – потребно је две године стажа осигурања
- када је инвалидност настала до навршене 30. године живота – потребно је три године стажа осигурања.

## Исплата пензије
Инвалидска пензија се исплаћује инвалидном лицу који је на њу стакло законско право од дана престанка осигурања. 
Ако је инвалидност постојала и пре подношења захтева, инвалидска пензија се исплаћује од дана настанка инвалидности, али највише за шест месеци од дана подношења захтева.

## Контролни прегледи
Када осигураник добије инвалидску пензију, он је дужан да у сваке три године буде подвргнут контролним прегледима, како би се установиле могуће промене у његовом здрављу. Изузетак од овог правила су:
- особе старије од 58 година,
- особе чије дијагнозе указују да се радна способност неће или не може променити,
- особе које захтевају кућну негу.

Исплата пензије се обуставља уколико се лице не одазове позиву или неоправдано изостане са обавезне контроле.